# Percy Gray
Henry Percy Gray (* 3. Oktober 1869 in San Francisco, Kalifornien; † 10. Oktober 1952 ebenda) war ein US-amerikanischer Maler.

## Leben

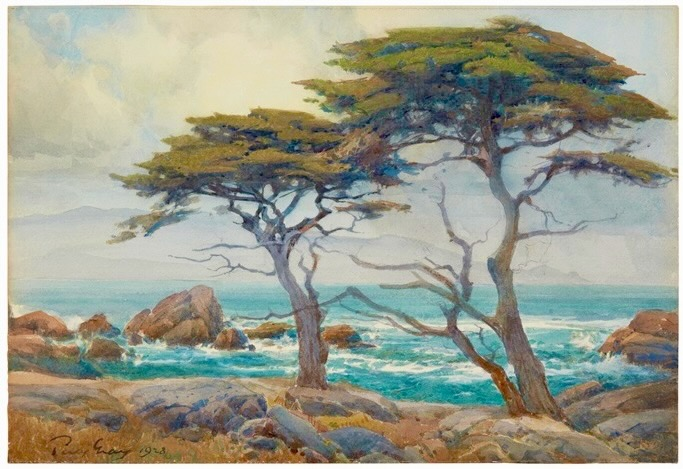
Along the Monterey Coastline (1928); Wasserfarben auf Papier/Karton

Er wurde in eine San Franciscoer Familie geboren, die einen breiten literarischen und künstlerischen Hintergrund aufwies. Er studierte unter Arthur Frank Mathews an der San Francisco School of Design und später unter William Merritt Chase. Obwohl er anfangs impressionistische Tendenzen hatte, war sein primärer Ausdruck tonalistisch, wie von Mathews aus Paris mitgebracht. Er ist bekannt für seine Art, Schönheit aus der Landschaft Nordkaliforniens zu ziehen. 

### Frühe Jahre
Grays Vater wurde in England geboren, fand jedoch seinen Weg zu einem erfolgreichen Versicherungsgeschäft in San Francisco. Als Folge einer Kinderkrankheit erkannte Percy sein künstlerisches Talent. Von 1886 bis 1888 besuchte er die California School of Design, die damals von Mathews geleitet wurde. Im Anschluss wurde er Zeitungs-Illustrator beim New York Journal. In New York studierte er auch an der Art Students League. Er wurde geschickt, um das San-Francisco-Erdbeben von 1906 zu dokumentieren, aber er entschied sich in seiner Geburtsstadt zu bleiben, wo er seine Maler-Karriere begann.

### Als Maler in San Francisco
Grays erste Arbeiten, Landzungen-Seestücke, wurden 1907 ausgestellt; bald darauf benutzte er Wasserfarben für Eucalyptus-Gehölze und Wildblumen-Felder – Gegenstände, die charakteristisch für seine Arbeit werden sollten. Von Anfang an schwelgten die Kritiker über seine Fähigkeit realistische Naturabbildungen mit einer mystischen und poetischen Qualität zu versehen. Deutlich setzte er die Grundsätze seines Mentors William Merritt Chase, Licht und Farbe zu übertreiben, um.
Von 1912 bis 1923 lebte er in Burlingame (Kalifornien) etwa zwanzig Meilen südlich von San Francisco, während er sein Atelier in der Stadt selbst behielt. Auf der 1915er Panama-Pacific International Exposition gewann er eine Bronze-Medaille für Out of the Desert, Oregon, eine Wasserfarbenarbeit.

### Spätere Jahre
Nach 53 Jahren als Junggeselle überraschte er seine Freunde durch eine Hochzeit. Das Ehepaar zog nach Bonificio Adobe in Monterey, wo Seestücke und Zypressen seine späteren Arbeiten dominierten. 1939 verkauften die Grays ihr Haus und kehrten nach San Francisco zurück. Ruhelos nach dem Freien zog das Ehepaar 1941 nach San Anselmo am Fuß des Mount Tamalpais. Nach zehn Jahren im Marin County starb Grays Frau und er kehrte wieder nach San Francisco zurück. Im folgenden Jahr, am 10. Oktober 1952, starb er an seiner Staffelei an einem Herzinfarkt.

## Einzelbelege
1. ↑  Percy (Henry Percy) Gray - Biography. Abgerufen am 15. Januar 2024.

| Personendaten    | Personendaten                          |
| ---------------- | -------------------------------------- |
| NAME             | Gray, Percy                            |
| ALTERNATIVNAMEN  | Gray, Henry Percy (vollständiger Name) |
| KURZBESCHREIBUNG | US-amerikanischer Maler                |
| GEBURTSDATUM     | 3. Oktober 1869                        |
| GEBURTSORT       | San Francisco, Kalifornien             |
| STERBEDATUM      | 10. Oktober 1952                       |
| STERBEORT        | San Francisco, Kalifornien             |